# Das Impromptu von Versailles
Das Impromptu von Versailles (französisch L'Impromptu de Versailles) ist eine einaktige Komödie des französischen Dichters Molière. Das Stück wurde im Oktober 1663 im Schloss Versailles vor König Ludwig XIV. uraufgeführt, die öffentliche Erstaufführung erfolgte am 4. November 1663 im Palais Royal in Paris.

## Handlung
Molière ruft ungeduldig die Mitglieder seiner Schauspieltruppe zusammen. Der König hat kurzfristig ein unterhaltsames Stück bestellt, das noch nicht fertiggestellt ist und nun in aller Eile eingeprobt werden muss. Molière, der hier wie die übrigen Schauspieler unter seinem eigenen Namen auftritt und gleichzeitig eine Rolle übernimmt, erteilt seinen Mitspielern als Theaterdirektor und Regisseur genaue Anweisungen zum jeweiligen Rollenverständnis, zur Sprechtechnik und Körperhaltung. Auf die Bitte einer Schauspielerin rezitiert er einige Verse aus Tragödien von Corneille und imitiert dabei gleichzeitig den großsprecherischen, „unnatürlichen“ Stil der konkurrierenden Truppe im Hôtel de Bourgogne. Ein neugieriger Höfling stellt die Geduld der Truppe mit lästigen Fragen und Bemerkungen auf eine harte Probe. Nun kommt die Rede auf die Kritik der „Schule der Frauen“ und anschließend auf Boursault, der Molières Schule der Frauen kritisiert hatte. Molière erklärt, dass ihn seine Widersacher vor allem um seinen Erfolg beneiden. Er weigert sich, ihre persönlichen Anwürfe im selben Stile weiterzuführen, und plädiert dafür, die Kritik in den Grenzen des Anstandes zu belassen. Einige Hofschranzen (nécessaires) bringen die Truppe mit wiederholten unaufgeforderten Anweisungen zur Verzweiflung, doch das Stück endet mit der Ankündigung eines Höflings, der König habe gnadenhalber die Aufführung des vorgesehenen Stücks auf unbestimmte Zeit verschoben.